# Шахбазов, Алескер Аббас оглы
Алескер Аббас оглы Шахбазов (1898, Баку, Бакинская губерния, Российская империя — 9 мая 1973, Баку, Азербайджанская ССР, СССР) — советский государственный и партийный деятель. Член ЦК КП(б) Азербайджана, председатель Правления Азербайджанского Союза промкооперации, ответственный секретарь в разных комитетов КП(б) Азербайджана, председатель ВСНХ Азербайджанской ССР, народный комиссар лёгкой промышленности Азербайджанская ССР, управляющий «Азторгом».

## Биография
- Родился 1898 года.
- Умер 9 мая 1973 года.
- В 1917 году — член РСДРП(б).
- В 1919 — 1920 годах — Служил в армии Азербайджанской Демократической Республики.
- В 1920 году — служил на политической работе в РККА и был членом ЦК КП(б) Азербайджана.
- В 1923 году — ответственный секретарь Геокчайского уездного комитета КП(б) Азербайджана.
- В 1925 — ответственный секретарь Нахичеванского краевого комитета КП(б) Азербайджана.
- В 1929 — 1930 годах — ответственный секретарь Карабахского окружного комитета КП(б) Азербайджана[уточнить] и член Закавказской краевой контрольной комиссии ВКП(б).
- В 1930 году — председатель Правления Азербайджанского Союза промкооперации.
- В 1930 — 1932 годах — председатель ВСНХ Азербайджанская ССР.
- В 1932 году — народный комиссар лёгкой промышленности Азербайджанская ССР.
- В 1933 году — директор Кировабадского прядильно-ткацкого комбината.
- В 1933 — 1935 годах — начальник Политического отдела машинно-тракторной станции (Азербайджанская ССР).
- В 1935 году — председатель Исполнительного комитета Ярдымлинского районного Совета (Азербайджанская ССР).
- В 1937 году — 1-й секретарь Зувандского районного комитета КП(б) Азербайджана (Азербайджанская ССР).
- С июня 1937 года — 1-й секретарь Ленкоранского районного комитета КП(б) Азербайджана (Азербайджанская ССР).
- В июне — августе 1937 года — управляющий «Азторгом».
- В 8 августа 1937 года — арестован.
- В 1939 году — Осуждён к десяти годам лишения свободы и пяти годам поражения в правах.
- В 1941 году — Осуждён к восьми годам лишения свободы.
- В 1945 году — Освобождён.
- В 1948 году — Снова арестован.
- В 1949 году — Осуждён к десяти годам лишения свободы
- В 1955 году — Освобождён.
- В 10 января 1956 года — Восстановлен в КПСС.
- В 1967 году — вышел на пенсию.
- В 9 мая 1973 года — Скончался.